# Resolutie 1756 Veiligheidsraad Verenigde Naties
Resolutie 1756 van de Veiligheidsraad van de Verenigde Naties werd unaniem door de VN-Veiligheidsraad aangenomen op 15 mei 2007 en verlengde de VN-vredesmacht in de Democratische Republiek Congo tot het einde van 2007.

## Achtergrond
In 1994 braken in de Democratische Republiek Congo etnische onlusten uit die onder meer werden veroorzaakt door de vluchtelingenstroom uit de buurlanden Rwanda en Burundi. In 1997 beëindigden rebellen de lange dictatuur van Mobutu en werd Kabila de nieuwe president. In 1998 escaleerde de burgeroorlog toen andere rebellen Kabila probeerden te verjagen. Zij zagen zich gesteund door Rwanda en Oeganda. Toen hij in 2001 omkwam bij een mislukte staatsgreep werd hij opgevolgd door zijn zoon. Onder buitenlandse druk werd afgesproken verkiezingen te houden die plaatsvonden in 2006 en gewonnen werden door Kabila. Intussen zijn nog steeds rebellen actief in het oosten van Congo en blijft de situatie er gespannen.

## Inhoud

### Waarnemingen
Men betreurde het geweld dat eind januari en begin februari had plaatsgegrepen in de provincie Bas-Congo en eind maart in Kinshasa en vroeg een onderzoek. De komende verkiezingen moesten een mijlpaal worden op de weg naar vrede, stabiliteit, verzoening en orde. Het was ook dringend nodig dat de veiligheidsdiensten van het land hervormd werden en dat gewapende groepen werden ontwapend. Die maakten het oosten van Congo nog steeds onveilig. De Veiligheidsraad veroordeelde verder de illegale wapenstroom naar Congo en haalde ook het verband tussen de illegale ontginning van grondstoffen en het conflict nog eens aan.

### Handelingen
De Veiligheidsraad verlengde het mandaat van de MONUC-vredesmacht in Congo tot 31 december 2007 en autoriseerde tot 17.030 militairen, 760 militaire waarnemers, 391 politieopleiders en 750 agenten.
Het mandaat van de missie werd de Congolese overheid bijstaan met het zorgen voor een veilige omgeving en met dat doel:
- De bescherming van burgers, hulpverleners en VN-personeel en -voorzieningen,
- Toezien op de territoriale veiligheid van Congo,
- Buitenlandse en Congolese gewapende groepen ontwapenen en demobiliseren,
- De veiligheidsdiensten hervormen.

## Verwante resoluties
- Resolutie 1742 Veiligheidsraad Verenigde Naties
- Resolutie 1751 Veiligheidsraad Verenigde Naties
- Resolutie 1768 Veiligheidsraad Verenigde Naties
- Resolutie 1771 Veiligheidsraad Verenigde Naties

Lijst ·  1739 ·  1740 ·  1741 ·  1742 ·  1743 ·  1744 ·  1745 ·  1746 ·  1747 ·  1748 ·  1749 ·  1750 ·  1751 ·  1752 ·  1753 ·  1754 ·  1755 ·  1756 ·  1757 ·  1758 ·  1759 ·  1760 ·  1761 ·  1762 ·  1763 ·  1764 ·  1765 ·  1766 ·  1767 ·  1768 ·  1769 ·  1770 ·  1771 ·  1772 ·  1773 ·  1774 ·  1775 ·  1776 ·  1777 ·  1778 ·  1779 ·  1780 ·  1781 ·  1782 ·  1783 ·  1784 ·  1785 ·  1786 ·  1787 ·  1788 ·  1789 ·  1790 ·  1791 ·  1792 ·  1793 ·  1794